# G. N. Ramachandran
Gopalasamudram Narayana Iyer Ramachandran, físico hindú, nacido en 1922, demostró que los aminoácidos están limitados a un número finito y limitado de conformaciones. Usó modelos por computadora de polipéptidos pequeños para variar sistemáticamente los ángulos phi y psi con el objetivo de encontrar las conformaciones asociadas a los mínimos de energía. Sobre la base de estos resultados creó el gráfico que lleva su nombre (Gráfico de Ramachandran).